# باد دودس فيرسوس دراغون نينجا
باد دودس فيرسوس دراغون نينجا (بالإنجليزية: Bad Dudes Vs. DragonNinja)‏ و (باليابانية: ドラゴンニンジャ) هي لعبة فيديو آركيد تم إنتاجها في سنة 1988 وتم تطويرها ونشرها من قبل شركة داتا إيست ولأجهزة جي مود.